# Nothocremastus beyarslani
Nothocremastus beyarslani är en stekelart som beskrevs av Kolarov 1997. Nothocremastus beyarslani ingår i släktet Nothocremastus och familjen brokparasitsteklar. Inga underarter finns listade i Catalogue of Life.